# مارتین ایکس‌تی۶ام
مارتین ایکس‌تی۶ام (به انگلیسی: Martin XT6M) یک هواگرد ساختِ کارخانهٔ گلن ال. مارتین کمپانی در کشور ایالات متحده آمریکا است. نخستین استفاده‌کنندهٔ این هواگرد نیروی دریایی ایالات متحده آمریکا بوده‌است. این هواگرد برای نخستین بار در ۱۹۳۰ میلادی مورد استفاده قرار گرفت.